# Laphria dissimilis
Laphria dissimilis là một loài ruồi trong họ Asilidae. Laphria dissimilis được Doleschall miêu tả năm 1858. Loài này phân bố ở miền Australasia.